# Dorylomorpha reveloi
Dorylomorpha reveloi är en tvåvingeart som beskrevs av Hardy 1962. Dorylomorpha reveloi ingår i släktet Dorylomorpha och familjen ögonflugor.
Artens utbredningsområde är Colombia. Inga underarter finns listade i Catalogue of Life.